# Nav (rapero)
Navraj Singh Goraya (Toronto; 3 de noviembre de 1989), conocido por su nombre artístico NAV, es un rapero canadiense del género hip-hop,afiliado a las compañías discográficas XO y Republic Records.

## Carrera
En septiembre del 2015, Nav lanzó una de sus primeras canciones a su cuenta de SoundCloud; la canción fue llamada "Take Me Simple". En julio del 2015, Nav contribuyó en la producción y elaboración lírica del diss track de Drake hacia Meek Mill, Back to Back. En principios de 2016, sus canciones "Take Me Simple" y "The Man" fueron presentadas en el OVO Sound Radio, el cual es propiedad de Drake. En septiembre del 2016, Nav colaboró con el rapero estadounidense Travis Scott en la canción "Beibs in the Trap" del álbum "Birds in the Trap Sing McKnight", donde Nav también produjo. La canción fue certificada como oro por la Asociación de Industria Discográfica de Estados Unidos sin soporte de radio. La canción culminó en el número 90 en los Billboard Hot 100. En febrero del 2017, Nav lanzó un mixtape comercial, incluyendo la canción, "Some Way" con el artista The Weeknd.